# Strata (Джонстон)
Strata — експериментальна електроакустична композиція Бена Джонстона, створена 1978 року.
1978 року в Варшаві відбувся щорічний фестиваль сучасної музики «Варшавська осінь». Серед запрошених гостей був американський композитор Бен Джонстон, відомий написанням камерної музики із використанням чистого строю. Джонстон запланував спільний проєкт з експериментальною студією Польського Радіо (Polish Radio Experimental Studio), щоб продемонструвати можливості мікроінтервальної музики.
Сутність проєкту полягала у запису на плівку звучання спеціально настроєного фортепіано, щоб показати звучання обертонів від восьмого до шістнадцятого, а також відтворити ритмічні патерни, які відповідають цим співвідношенням висот звуків. Бен Джонстон настроїв фортепіано і зіграв 142 різних тони, а співробітник студії Богдан Мазурек записав їх та відтворив із різною швидкістю.
На думку музикознавиці Хайді фон Гуйден, результат — електроакустична композиція Strata тривалістю близько 8 хвилин — вийшов незадовільним через погану якість запису та технічні недоліки, зокрема, внаслідок малої кількості каналів запису: «Низький гуркіт, який можна почути на основній швидкості, приховує чіткість інших частин, так що слухач не має можливості почути будь-які відношення». Бен Джонстон поділяв думку фон Гуйден, вважавши цей твір невдалим.